# Damu, Chongqing
Damu (kinesiska: 大木) är en socken i sydvästra Kina. Den ligger i stadsdistriktet Fuling i storstadsområdet Chongqing, omkring 110 kilometer öster om det centrala stadsdistriktet Yuzhong. Antalet invånare är 3 200. Befolkningen består av 1 451 kvinnor och 1 749 män. Barn under 15 år utgör 19,0 %, vuxna 15-64 år 64 %, och äldre över 65 år 15,0 %.